# Hannah Hilton
Hanna Hilton (Brookville, 31 ottobre 1984) è un'ex attrice pornografica statunitense.

## Biografia
Durante il liceo, Hanna Hilton alternava l'attività di cheerleader al lavoro part-time presso un locale della catena Dairy Queen a Connersville, nello Stato dell'Indiana. Ha cominciato a fare la modella dopo avere accettato di posare per una linea di costumi da bagno e lingerie. Le foto vennero scattate dallo stesso fotografo che realizzò le foto per l'annuario del liceo. Apparve anche nel video Girls Gone Wild Bests Breasts prima di essere scoperta. Un agente la notò online e la convinse ad andare a Los Angeles.
Il suo primo servizio fotografico per adulti fu realizzato per il numero di dicembre 2006 della rivista Penthouse, dove figurò come Pet of the Month. Decise di realizzare scene hardcore a causa del fidanzato di allora, un attore porno poi condannato per stupro di nome Jack Venice, che rifiutò di ritirarsi dall'attività divenendo suo partner nella prima scena uomo/donna della sua carriera realizzata nell'aprile 2008 per la serie Brazzers. Nel maggio 2008 firmò un contratto esclusivo con la Vivid Entertainment. Il suo film di debutto per quella compagnia fu Meggan and Hanna Love Manuel.
In un'intervista pubblicata nel numero di settembre 2008 della rivista Xcitement Magazine, Hanna Hilton ha riferito di avere un figlio di quattro anni dall'attore porno Jack Venice.
Il 28 settembre 2009, LukeFord.com ha riportato la notizia che Hannah Hilton ha abbandonato l'industria pornografica.

## Riconoscimenti
- 2006: Twistys Threat of the Month November[8]
- 2006: Penthouse-Pet December
- 2007: Hustler Honey Januar
- 2008: Booble Girl of the Month Juli[9]
- 2009: Wrestlinginc Girl of the Month April[10]

## Filmografia
- Bold Blonde and Breathtaking (2006)
- Hey Ms Hilton (2006)
- Naked Poker Finals (2006)
- Conspiracies Create Captives (2007)
- Erin's Nude Bondage Conspiracy (2007)
- Innocent Heroines Stripped And Bound (2007)
- Pretty Packages Wrapped Tight (2007)
- Sneaky Chloro Schemes (2007)
- Bound and Gagged Business Girls (2008)
- Control 8 (2008)
- Hanna and Alanah (2008)
- Matt's Models 7 (2008)
- Meggan and Hanna Love Manuel (2008)
- My New Sexy Sunglasses (2008)
- Real Wife Stories 1 (2008)
- Sugar (2008)
- Thrilling Chloro Conflicts (2008)
- Who's Killing the Pets (2008)
- Workouts Can Be So Sensual (2008)
- Wrap-Happy Model Captors (2008)
- American Swingers (2009)
- Bedroom Eyes (II) (2009)
- Being Bad With Bridgette B (2009)
- Best View Of My Assets (2009)
- Black Corset Blonde Beauty (2009)
- Black Halter Top (2009)
- Bounce 1 (2009)
- Bounce 2 (2009)
- Busty Solos 2 (2009)
- Chillin With Nikki Jayne (2009)
- Cookin (2009)
- Fancy (2009)
- Floral Dress (2009)
- Floral Dress BTS (2009)
- Flowers and Lace (2009)
- Fucked On The Floor (2009)
- Fun With Jamie Hammer (2009)
- Funky Bra and Panties (2009)
- Funky Bra and Panties BTS (2009)
- Getting Dirty While Cleaning (2009)
- Hanna and Meggan Mallone (2009)
- Hanna and Rocco (2009)
- Hanna's House (2009)
- In The Pink (2009)
- Intimate In The Bedroom (2009)
- Kiss Me, Love Me (2009)
- Kitchen Counter (2009)
- Kitchen Counter BTS (2009)
- Kitchen Sundae (2009)
- Laundry Time (2009)
- Metal Bar Stripping (2009)
- Midwest Affair (2009)
- MILF Stories (2009)
- My New Emerald Bikini (2009)
- Outdoor Lover (2009)
- Peach All Stars 2 (2009)
- Poolside with Nikki Jane (2009)
- Poolside with Nikki Jane BTS (2009)
- Porn Stars at Home (2009)
- Posing On Blue With BTS Video (2009)
- Real Wife Stories 5 (2009)
- Red Sheets (2009)
- Repaying the Favor (2009)
- Shimmer Top With BTS Video (2009)
- Smoke Break (2009)
- Spice It Up (2009)
- Stairwell (2009)
- Suck It (2009)
- Suze Randall's XXX Top Models: Nikki Jayne (2009)
- Very Chic (2009)
- Would You (2009)
- Yellow (2009)
- All Pink (2010)
- Before The Sun (2010)
- Black Halter Top BTS (2010)
- Crazy for Pussy 1 (2010)
- Inertia (2010)
- Kiss Me, Love Me BTS (2010)
- Live!!! Nude!!! Girls!!! (2010)
- Repaying A Favor BTS (2010)
- Splash Of Red (2010)
- Squeeze (2010)
- Twisty Treats 2 (2010)
- White Bra and Panties (2010)
- White Photo Shoot (2010)
- Vivid's 102 Cum Shots (2011)
- Sweet and Natural (2012)
- 69 Scenes: Brunettes vs Blondes (2013)